# Viktor Hračov
Viktor Oleksandrovyč Hračov (in ucraino Віктор Олександрович Грачов?, in russo Виктор Александрович Грачёв?, Viktor Aleksandrovič Gračëv; Dzeržinsk, 17 settembre 1956) è un ex calciatore e allenatore di calcio sovietico, dal 1991 ucraino, di ruolo attaccante.

## Carriera

### Giocatore

#### Club
Ha iniziato la carriera nel 1974, vestendo la maglia dello Dzerżyneć Dzierżyńsk. Nel 1979 è approdato alla Torpedo Mosca; nelle tre stagioni precedenti aveva giocato con i sovietici dello Spartak Orel (1975) ed i turkmeni del Kolkhozchi di Aşgabat (1976-1978).
Tra il 1980 ed il 1990 ha sempre giocato per gli ucraini dello Šachtar; fa eccezione il 1982, anno in cui ha disputato 5 incontri con lo Spartak Mosca. Con lo Šachtar è stato capocannoniere della Coppa delle Coppe 1983-1984.
Dal 1990 al 1994 ha giocato nella massima serie ungherese con il Debrecen ed il BVSC. Ha terminato la carriera di calciatore nel 1995, tornando allo Šachtar.
È stato eletto miglior calciatore del campionato ungherese nel 1991 e nel 1992.

#### Nazionale
Ha vestito una volta la maglia della nazionale sovietica (in occasione di Unione Sovietica-Finlandia del 15 maggio 1984, terminata 3-1 per i sovietici), e 6 volte quella della nazionale olimpica.

### Allenatore
Ha intrapreso la carriera di allenatore nel 1995 allo Šachtar, ricoprendo l'incarico di vice allenatore. Nella stagione 1996-1997 e nel 2003 ha guidato lo Šachtar-2, nel 1999 gli ucraini del Tavrija Simferopol' e nel 2001-2002 lo Šachtar-3.
Dal 2005 è alla guida del Konti Konstantynówka.

## Palmarès

### Giocatore

#### Club
- Kubok SSSR: 2

Šachtar: 1980, 1983
- Supercoppa sovietica: 1

Šachtar: 1983
- Supercoppa d'Ucraina: 1

Šachtar: 1994-1995

#### Individuale
- Capocannoniere della Coppa delle Coppe: 1

1983-1984 (5 gol)